# 오우
오우(Psittirostra psittacea)는 하와이 제도에 서식하는 고유종이다. 오우속의 유일종이다. 되새과에 속하며, 최근 확인된 목격년도가 1989년이어서 현재는 멸종되었을 가능성이 크다.